# Schottenkloster Kiew
Das Schottenkloster St. Marien in Kiew wurde zu unbekanntem Zeitpunkt, wahrscheinlich im 12. Jahrhundert, gegründet und mit irischen Mönchen aus dem Regensburger Schottenkloster St. Jakob oder dem Wiener Schottenkloster St. Marien besiedelt. In den Quellen ist das Kloster nur für das 13. Jahrhundert nachgewiesen, zwischen 1228 und 1232 war es von Dominikanern bewohnt. Es lag in der heutigen Vorstadt Kiews, bauliche Reste sind nicht erhalten.